# Antíope (hija de Ares)

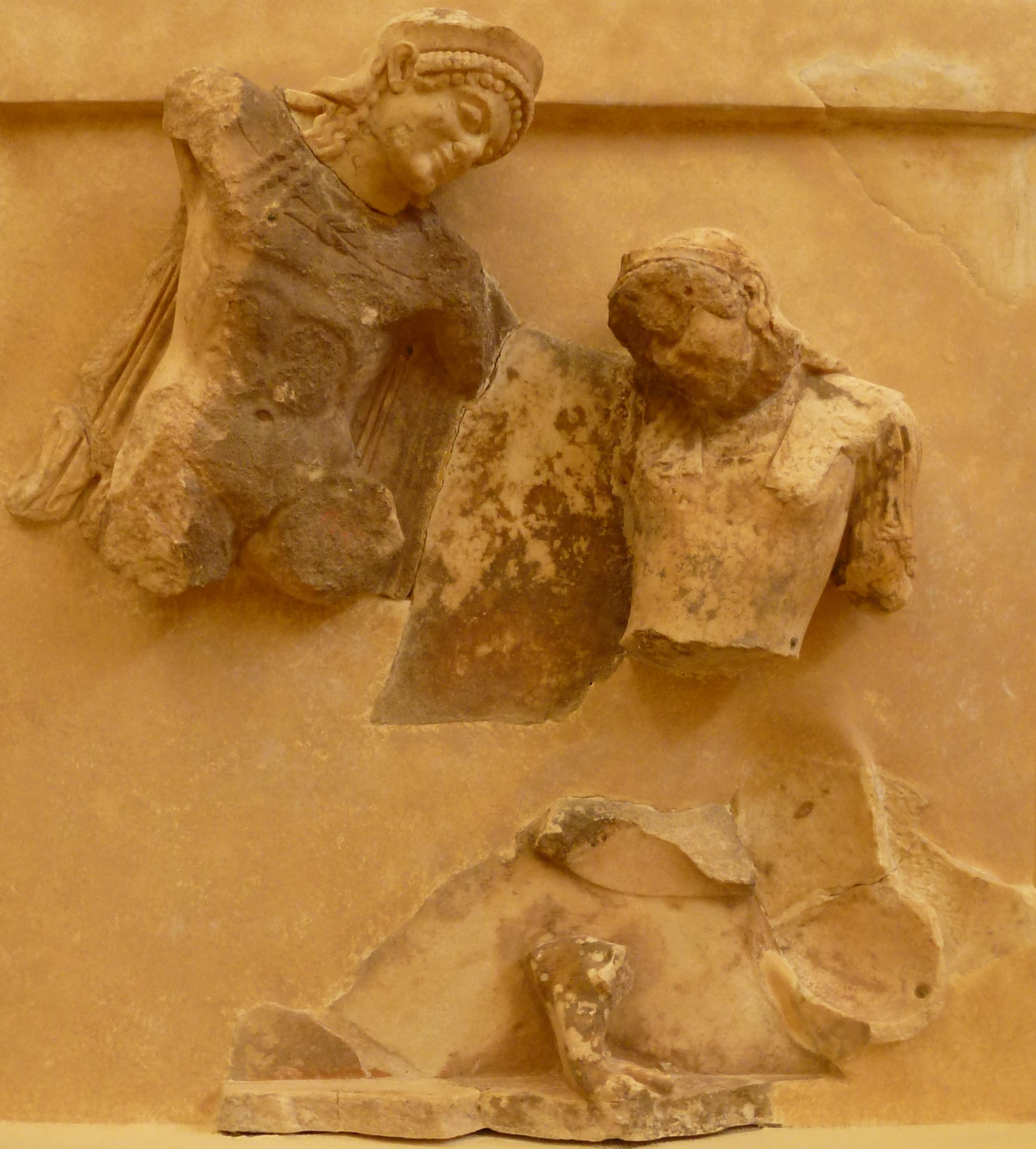
Metopa de la Casa del Tesoro (Atenas): Teseo y Antíope.

En la mitología griega, Antíope era una reina de las amazonas, hija de Ares y hermana de Hipólita y Melanipa. Cuando Euristeo encomendó a Heracles como el noveno de sus famosos doce trabajos el arrebatar a las amazonas el Cinto de Cipria que les había regalado Ares y que era atributo de su reina, el héroe, acompañado por Teseo, inició una guerra contra las temibles mujeres que pareció terminar cuando Hipólita les entregó el cinturón, bien voluntariamente (por haberse enamorado de Heracles) o bien chantajeada por el secuestro de otra de sus hermanas, Melanipa. 
Pero Teseo, no contento con esta primera victoria, secuestró a Antíope (o a Hipólita según otros autores) y la hizo su amante, por lo que las amazonas reiniciaron la guerra con el fin de liberarla. Llegaron en su ataque incluso a Atenas, pero en esta ciudad fueron finalmente derrotadas. 
Algunas versiones afirman que durante el asedio a Atenas Antíope luchó en el bando de las amazonas, y que una compañera llamada Molpadia la mató de un flechazo cuando iban a ser derrotadas para evitar que su reina fuera violada o ultrajada por los atenienses. Otros autores consideran que la amazona raptada por Teseo fue Hipólita, llegando a casarse (siendo la única de las amazonas que se casó) y a tener un hijo llamado Hipólito. Teseo terminaría planeando casarse con Fedra, tras abandonar a su esposa, o habiendo muerto ésta tras dar a luz. En la versión en la que Teseo está casado con Antíope (o Hipólita) y la abandona, ésta intenta vengarse llevando a las amazonas a la boda de Teseo y Fedra para matar a todos, aunque fracasa al ser asesinada, según las versiones, por Teseo (siguiendo un oráculo) o por Pentesilea, otra amazona.